# انسس
انسس (انگلیسی: Ansys) شرکت نرم‌افزار آمریکایی است، که در زمینه طراحی، پشتیبانی و ساخت نرم‌افزارهای مهندسی و سیستم‌های شبیه‌سازی، فعالیت می‌کند. این شرکت در سال ۱۹۷۰ توسط جان سوانسون تأسیس شد. دفتر مرکزی انسس در شهر کانونسبرگ، پنسیلوانیا قرار دارد و بخشی از سهام آن در بازار بورس نیویورک معامله می‌شود و جزئی از شاخص نزدک-۱۰۰ بشمار می‌آید.